# Geolycosa infensa
Geolycosa infensa là một loài nhện trong họ Lycosidae.
Loài này thuộc chi Geolycosa. Geolycosa infensa được Ludwig Carl Christian Koch miêu tả năm 1877.